# Kuifje en het Zwarte Goud
Kuifje en het Zwarte Goud (originele titel: Tintin au pays de l'or noir) is het vijftiende verhaal uit de stripreeks De avonturen van Kuifje van de Belgische tekenaar Hergé (1907-1983).
Er bestaan twee hoofdversies van dit verhaal: de originele uit 1950 en de vernieuwde, waarin het oorlogsthema is gewijzigd, uit 1971. Daarnaast is er nog een oudere, nooit voltooide versie. In 1977 verscheen een nieuwe Nederlandse vertaling.

## Personages die in dit album geïntroduceerd worden
- Abdoellah zal terugkeren in het verhaal Cokes in voorraad.
- Emir Mohammed Ben Kalisj Ezab zal eveneens terugkeren in het verhaal Cokes in voorraad.

## Verhaal uit 1971

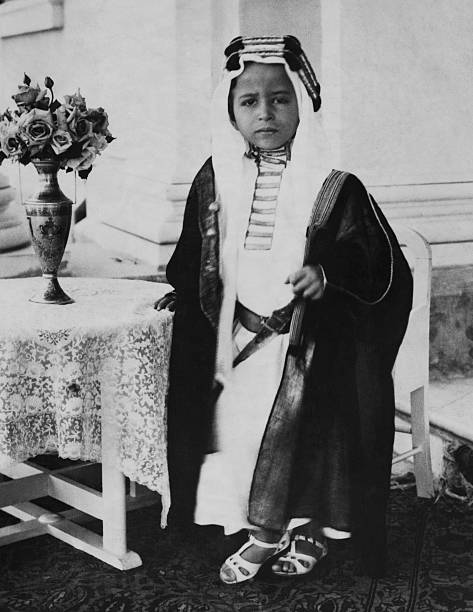
Faisal II van Irak, waarop Abdoellah is gebaseerd

De laatste tijd ontploffen er in België voortdurend motoren, waardoor de economie onder druk komt te staan doordat men steeds minder benzine verbruikt. De reden is dat er door onbekenden met de benzine wordt geknoeid. Tegelijkertijd heerst er grote politieke onrust; het land staat op de rand van oorlog. Kapitein Haddock wordt aan het begin van het verhaal opgeroepen voor mobilisatie.
Kuifje reist samen met de detectives Jansen en Janssen aan boord van de olietanker Speedol Star naar Khemed, een fictieve Arabische oliestaat. Aan boord wordt Kuifje door onbekende mannen bespioneerd. Een van degenen die hem probeert uit te schakelen verliest door een valpartij zijn verstand.
In Khemed strijden de emir Mohammed Ben Kalisj Ezab en sjeik Bab El Ehr om de macht. Beide potentaten worden gefinancierd door twee verschillende oliemaatschappijen, namelijk Arabex respectievelijk Skoil Petroleum. Kuifje wordt, dankzij een list van zijn tegenstanders die hem vanuit Europa zijn gevolgd, gevangengenomen door Bab el Ehr, maar weet te ontsnappen. Bij toeval stuit Kuifje op enkele mensen die een pijpleiding opblazen. Hij mengt zich in die groep en bemerkt dat een van zijn oude vijanden in het complot zit, namelijk dr. Müller, die zich nu voordoet als archeoloog en zich professor Smith noemt. Samen met de twee detectives reist Kuifje af naar Wadesdah, de hoofdstad van Khemed, waar hij een andere oude bekende tegenkomt, Oliveira da Figueira. Het blijkt dat Abdoellah (in latere heruitgaven Abdallah genoemd), de zoon van de emir, is ontvoerd. Alles wijst erop dat Bab el Ehr hierachter zit, blijkens een briefje waarin de emir wordt gemaand alle banden met Arabex te verbreken als hij zijn zoon levend terug wil zien. Het briefje eindigt met "Getekend: Bab el Ehr", maar Kuifje vermoedt dat dit een dwaalspoor is en dat Müller de echte dader is.
Kuifje slaagt er dankzij de medewerking van Oliveira da Figueira, die de handlangers van Müller afleidt, in om de studeerkamer van Müller binnen te dringen. Hier ziet hij allerlei krantenberichten over de ontploffende motoren. Onverwacht komt Müller het vertrek binnen en Kuifje moet zich verstoppen. Kuifje wordt betrapt doordat hij moet niezen vanwege het niespoeder dat Abdoellah voor de grap aan zijn ontvoerder heeft gegeven. Kuifje weet in een tweegevecht Müller uit te schakelen en vast te binden, waarna hij Abdoellah bevrijdt. Dit gaat nog niet zo eenvoudig, want Abdoellah is een vreselijk lastig jongetje dat enorm tegenwerkt en bovendien helemaal niet terug wil naar zijn vader. Op dat moment is ook kapitein Haddock ineens ter plekke. Müller gaat er in een auto vandoor en neemt Abdullah als gijzelaar mee. Kuifje en Haddock slagen er na een achtervolging in Müller te overmeesteren en Abdoellah terug te brengen naar zijn vader.
Dan blijkt dat Müller onder een hoedje speelde met oliemaatschappij Skoil Petroleum, die de volledige controle over de oliebronnen in Khemed wilde. Met de ontvoering van Abdoellah wilde hij de emir onder druk zetten. Tevens beschikte Müller over de stof waarmee benzine in België kon worden vervalst. Die stof bestaat uit pillen in een aspirinebuisje. Zo zou er vanwege de noodgedwongen import een goede nieuwe markt voor Skoil ontstaan. Müller belooft Kuifje veel geld als Kuifje de pillen wil laten vernietigen, maar hier heeft Kuifje geen boodschap aan. De pillen worden opgestuurd naar professor Zonnebloem, die er al snel iets tegen heeft gevonden.

## Oorsprong, eerste publicaties en latere aanpassingen
Hergé begon met dit verhaal meteen nadat hij De scepter van Ottokar had voltooid. Net als in dat vorige album speelt de oorlogsdreiging, die aan het einde van jaren dertig reëel was, een grote rol. Alles draait rond geheimzinnige sabotage van de olietoevoer op het ogenblik dat een oorlog dreigt uit te breken.
De allereerste zwart-witversie verscheen zonder echte titel van 28 september 1939 tot 9 mei 1940 wekelijks in Le Petit Vingtième, de jeugdbijlage van de Franstalige, Belgische krant Le Vingtième Siècle, en in het weekblad Cœurs vaillants. In deze versie speelde het Joods-Palestijnse conflict een grote rol, toen Palestina nog een Brits mandaatgebied was. Het verhaal speelde zich toen ook grotendeels af in deze streek. Deze versie is nooit afgemaakt wegens het uitbreken van de Tweede Wereldoorlog. Ze eindigt op pagina 26 van de moderne versie, maar bevatte andere verhaalelementen. Meteen na de Duitse inval werd de publicatie van de zeer patriottische krant Le Vingtième Siècle beëindigd. Hergé maakte daarop enkele andere Kuifje-verhalen voor de collaborerende krant Le Soir. Het was toen ondenkbaar om het politiek gekleurde verhaal Au Pays de l’or noir (met Britse soldaten, militante Joden en een slechterik met een Duitse naam: Müller) voort te zetten. Pas na de oorlog, in 1948, verscheen het verhaal opnieuw, ditmaal in kleur. Van 16 september 1948 tot 23 februari 1950 stond een eerste aangepaste versie in Kuifje. In 1950 was de eerste albumuitgave.
In 1969 werd met het oog op de internationale uitgaven het verhaal opnieuw aangepast, waardoor het zich nu afspeelde in een fictieve staat. De Britse uitgever vond de scènes met Britse troepen in Palestina verouderd, waarop Hergé het verhaal vrij drastisch veranderde. De Britse soldaten die Kuifje arresteren, werden vervangen door Arabische soldaten. De passage waarin Kuifje door Joodse activisten uit Britse gevangenschap wordt bevrijd (omdat ze hem voor een van hen aanzien) werd in zijn geheel geschrapt. Uiteindelijk werden alle verhaalelementen die iets met Joods terrorisme te maken hadden eruit gehaald. Het verhaal speelde zich nog steeds af in het Midden-Oosten, maar nu in de fictieve staat Khemed. Wel bleven enkele grappen die zich in de woestijn afspelen behouden.

### Inspiraties
Dr. Müller rijdt in een Buick 1949. De auto die Kuifje aan het eind van het avontuur bestuurt, is Hergés eigen auto; een Lancia Aprilia. De moskee op p. 54 van het album is geïnspireerd op een foto die zich in het archief van Hergé bevond en de Mirjaniya Madrassa van Bagdad toont. 

### Bijrollen van Haddock en Zonnebloem
Dit is het enige Kuifje-avontuur vanaf De krab met de gulden scharen waarin kapitein Haddock geen belangrijke rol speelt. Hij verschijnt onverwacht ten tonele aan het einde van het verhaal en is precies op de goede plek in Khemed om Kuifje aan te treffen en te helpen. Meermaals probeert hij aan Kuifje uit te leggen hoe dit zo gegaan is, waarna zijn verhaal door iets anders wordt onderbroken. Wat hier in werkelijkheid speelt is dat kapitein Haddock nog niet voorkwam in de Kuifje-verhalen toen de eerste versie van Kuifje en het Zwarte Goud in weekafleveringen verscheen. Toen Hergé na de oorlog de draad weer opnam, was Haddock inmiddels feitelijk het tweede hoofdpersonage geworden in de strip. Hergé zag zich hierdoor genoodzaakt om Haddock alsnog een kleine rol in Kuifje en het Zwarte Goud te geven.
Professor Zonnebloem, die sinds De schat van Scharlaken Rackham (1943) een vast personage in de stripreeks was geworden, verschijnt om eenzelfde reden niet in dit verhaal. In de naoorlogse versie ontvangt Kuifje aan het einde wel een brief van hem, die de opmaat vormt naar het volgende verhaal.

## Toespelingen
De Arabisch aandoende naam van emir Ben Kalisj Ezab is een woordspeling die verwijst naar het Brusselse dialectwoord kalichesap, sap van zoethout. Een waterbron in een oase heet Bir El Ambik. Het Arabische bi'r betekent waterput; de rest van de naam is een woordspeling op het Belgische bier lambic. Sjeik Bab El Ehrs naam is gebaseerd op het woord "babbeleir" (="babbelaar"). De naam Yussuf Ben Moelfrid verwijst naar moules-frites. De naam van de stad Wadesdah is Brussels voor "Wat is dat?"
Het personage Abdoellah is gebaseerd op een jeugdfoto van Faisal II van Irak.